# Neotachycines kanoi
Neotachycines kanoi är en insektsart som beskrevs av Sugimoto, M. och Ichikawa 2003. Neotachycines kanoi ingår i släktet Neotachycines och familjen grottvårtbitare. Inga underarter finns listade i Catalogue of Life.